# Żanna Kormanowa
Żanna Kormanowa z domu Zeligman (Seligmann, Zelikman) (ur. 14 sierpnia 1900 w Łodzi, zm. 3 sierpnia 1988 w Warszawie) – polska i radziecka działaczka komunistyczna, publicystka, historyk ruchu robotniczego, dyrektor Departamentu Reformy Szkolnictwa i Wychowania w Ministerstwie Oświaty TRJN 1945–1948, profesor zwyczajny Instytutu Historii Uniwersytetu Warszawskiego. Była współorganizatorką powojennej reformy szkolnictwa (odpowiadała za wdrażanie nowych programów nauczania) i nauk historycznych, przeprowadzonej w duchu stalinizacji, w sposób zgodny z linią ideologiczną partii.

## Życiorys
Urodzona w żydowskiej rodzinie inteligenckiej, córka Marka (właśc. Motela) Zeligmana  i Eugenii z Jaszuńskich. Eugenia Jaszuńska-Zeligmanowa założyła w 1890 bądź 1891 prywatną szkołę dla dziewcząt – Izraelicki Zakład Naukowy Żeński. Szkoła rozwinęła się w Liceum Żeńskie, Humanistyczne Gimnazjum i Szkołę Powszechną. Zeligmanowa była dyrektorem tej szkoły oraz nauczycielką francuskiego i matematyki, a jej mąż uczył tam matematyki i kaligrafii. Babka Kormanowej od strony matki, Rywka Jaszuńska, przez 40 lat prowadziła sklep z artykułami higienicznymi i kosmetycznymi w Grodnie.
Na przełomie lat 1917/1918 wstąpiła do Koła Młodzieżowego SDKPiL, do którego należał m.in. jej kuzyn Salomon Jaszuński. W 1919 ukończyła liceum w Pabianicach. Od 1922 do 1939 była nauczycielką gimnazjów w Łodzi. W 1923 wyszła za mąż za Pawła (właśc. Pinkusa) Kormana ps. „Litwin”, „Paweł” (1901–1941), absolwenta Politechniki Warszawskiej zajmującego się techniką kinematograficzną, który w latach dwudziestych był jednym z czołowych działaczy ZNMS „Życie” we Lwowie.
Ukończyła historię na Uniwersytecie Warszawskim i w 1926 uzyskała stopień naukowy doktora na podstawie pracy pt. Bracia polscy 1560-1570, napisanej pod kierunkiem prof. Władysława Smoleńskiego. Ponadto w 1929 ukończyła studia dziennikarskie w Wolnej Wszechnicy Polskiej.
Od 1924 działała w Związku Zawodowym Nauczycieli Szkół Średnich Żydowskich, publikowała artykuły w lewicowej prasie związkowej i oświatowej. Działaczka ruchu wolnomyślicielskiego. W 1932 była członkiem komórki nauczycielskiej KPP.

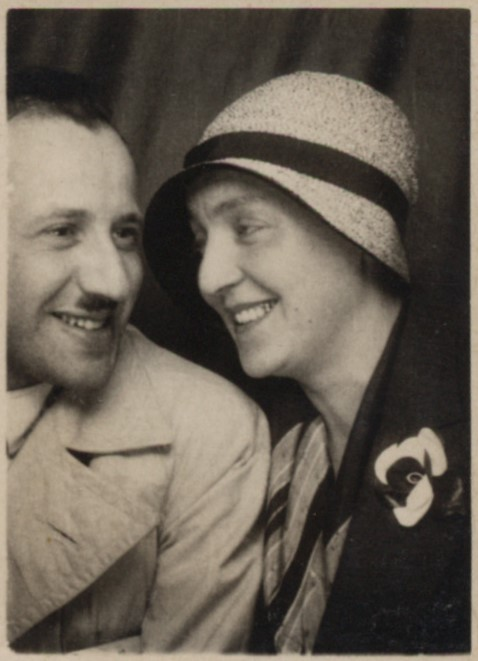
Żanna Kormanowa z mężem Pawłem

W latach trzydziestych napisała pracę bibliograficzną pt. Materjały do bibljografji druków socjalistycznych na ziemiach polskich w latach 1866-1918, wydaną w 1935 nakładem Instytutu Gospodarstwa Społecznego, z przedmową Ludwika Krzywickiego. W pracy zawarto opis 449 czasopism, 1369 dzieł i broszur oraz 1925 nazwisk i 2365 kryptonimów. Publikacja ta stanowi najcenniejsze źródło poznania historii prasy socjalistycznej, jakie zostało wydane w dwudziestoleciu międzywojennym.
Po agresji III Rzeszy i ZSRR na Polskę, w październiku 1939 udała się na tereny okupacji radzieckiej. W listopadzie została dyrektorem żeńskiej szkoły średniej w Białymstoku, w maju 1940 kierownikiem placówki metodycznej nauczania historii przy Obwodowym Oddziale Oświaty, a w listopadzie 1940 zastępcą dyrektora Instytutu Pedagogicznego w Białymstoku. Od lata 1940 roku posiadała radzieckie obywatelstwo.
Po wybuchu wojny niemiecko-radzieckiej w czerwcu 1941 ewakuowała się do Stalingradu, gdzie uczyła języków obcych, a następnie była inżynierem w sekretariacie naukowym działu informacji technicznej w Instytucie Naukowo-Badawczym Przemysłu Opon. Wówczas często wyjeżdżała służbowo na stację Chrompik w obwodzie swierdłowskim na Uralu. W lipcu 1943 Przewodnicząca Związku Patriotów Polskich Wanda Wasilewska wystosowała prośbę do dyrektora Instytutu o jak najszybsze zwolnienie Żanny Kormanowej z pracy. Kormanowa przyjechała do Moskwy i została zatrudniona w Komitecie ds. Dzieci Polskich w ZSRR, utworzonym z inicjatywy ZPP przy Ludowym Komisariacie Oświaty. Przygotowała wówczas projekt programu nauczania historii dla klas III–VII, wydany w lipcu 1944, przedstawiający dzieje Polski w sposób tendencyjny, podporządkowany bieżącym celom ówczesnej polityki ZSRR; program nieustannie podkreślał życzliwy stosunek ZSRR do Polski i „zgubny” charakter wschodniej polityki RP. W wyniku starań Wasilewskiej Kormanowa została w drugiej połowie 1943 pracownikiem Instytutu Historii Akademii Nauk ZSRR. Należała wówczas do WKP(b) i jako jedna z nielicznych posiadała zezwolenia umożliwiające dostęp do specjalistycznych bibliotek i archiwów, w tym zbiorów specjalnych w Bibliotece im. Lenina oraz archiwum partyjnego znajdującego się w IMEL. Uczęszczała na seminaria prowadzone przez Uładzimira Piczetę. W tym okresie pracowała nad podręcznikiem szkolnym do historii Polski, przeznaczonym dla polskojęzycznych szkół tworzonych przez ZPP. Szkic podręcznika opiniował Jakub Berman, a następnie, po naniesieniu przez autorkę poprawek, prof. Piczeta, który wysoko ocenił pracę. Ukończyła też pisanie książki o Joachimie Lelewelu (wydanej w Polsce w 1946). Równocześnie prowadziła wykłady w Szkole Politycznej dla oficerów Wojska Polskiego w ZSRR i pisała artykuły publikowane w polskojęzycznej prasie radzieckiej. Tuż przed wyjazdem do Polski złożyła Radzie Naukowej Instytutu Historii AN ZSRR dysertację doktorską pt. Иоахим Лелевелъ, его жизнь, общественная деятельность и научное наследие (Joachim Lelewel, jego życie, działalność społeczna oraz spuścizna naukowa), której nie zdążyła obronić.
W październiku 1944 przyjechała do Lublina, gdzie została naczelnikiem Wydziału Wydawniczego oraz Programowego w Resorcie Oświaty PKWN a następnie, po przekształceniu PKWN w Rząd Tymczasowy, dyrektorem Departamentu Programów i Reformy Ustroju Szkolnego Ministerstwa Oświaty. 1 grudnia 1944 wstąpiła do PPR.  W partii działała w Komisji Oświatowo-Kulturalnej Komitetu Centralnego oraz w Sekcji Oświatowej przy Wydziale Propagandy Komitetu Centralnego. Opracowała cykl pogadanek o reformie rolnej i nowe programy nauczania wprowadzone w 1945 do szkół średnich.
Równocześnie udzielała się w ruchu kobiecym. Była członkinią Wydziału Kobiecego KC PPR, działała także w Międzynarodowej federacji demokratycznej kobiet i Zarządzie Głównym Ligi Kobiet. Ponadto należała do działającego w latach 1945–1951 Towarzystwa Pedagogicznego im. Władysława Spasowskiego.
W lipcu 1947 uzyskała na Uniwersytecie Warszawskim habilitację za całokształt dorobku naukowego i została zatrudniona w tamtejszym Instytucie Historycznym jako docent, a następnie od czerwca 1948 profesor nadzwyczajny. Prowadziła wykłady z historii XIX i XX w. i ruchów społecznych. Była jednym z głównych realizatorów polityki partii w naukach historycznych, zmierzającej do ideologicznej przebudowy według wzorców radzieckich. Była współzałożycielką Marksistowskiego Zrzeszenia Historyków. 
W 1948 Kormanową usunięto z Ministerstwa Oświaty pod zarzutem „gomułkowszczyzny”, mimo to była delegatem na Kongres Zjednoczeniowy PPR i PPS.
Jesienią 1948 została kierownikiem działu historycznego w teoretycznym organie PZPR „Nowe Drogi”. 1 marca 1950 została zastępcą kierownika Katedry Historii Polski w Instytucie Kształcenia Kadr Naukowych (IKKN) przy KC PZPR – partyjnej uczelni powołanej dla kształcenia młodych marksistowskich kadr. Pracowała tam do 1957. 
Od 1950 uczestniczyła w pracach Podsekcji Historii i Prehistorii Komitetu Organizacyjnego I Kongresu Nauki Polskiej, który odbył się w dniach 29 czerwca – 2 lipca 1951 w Warszawie. Kongres odrzucił pogląd o apolityczności nauki i przygotował podstawy do jej przebudowy na wzór radziecki. Podczas prac w Komitecie Organizacyjnym zadaniem Kormanowej było przygotowanie referatu o aktualnym stanie i trendach rozwoju nauk historycznych. Przedstawiony przez nią projekt referatu negatywnie oceniał praktycznie całą polską przedwojenną historiografię, co spotkało się ze sprzeciwem Aleksandra Gieysztora i Tadeusza Manteuffla. Głos krytyczny zabrał także Marian Małowist. Ostatecznie opublikowana wersja wskazuje Żannę Kormanową jako autora referatu, a jednocześnie zawiera adnotację, że w redagowaniu treści uczestniczyła komisja w składzie: Nina Assorodobraj, Rafał Gerber, Aleksander Gieysztor, Tadeusz Manteuffel. Referat właściwie odrzucił przedwojenną naukę historii jako „nacjonalistyczną” i „imperialistyczną” dywersję antyradziecką, jednocześnie pozytywnie oceniając wkład takich uczonych jak Marcelego Handelsmana, Józefa Feldmana, Kazimierza Tymienieckiego, Zdzisława Żmigrydera-Konopki, Michała Kreczmara, Jana Ptaśnika, Stanisława Bodniaka, Henryka Barycza, Stefana Czarnowskiego, Władysława Semkowicza czy Henryka Łowmiańskiego. W części poświęconej postulatom uznano, że „ należy podjąć zorganizowaną akcję marksistowskiego szkolenia historycznych kadr naukowych, młodych i samodzielnych pracowników naukowych, zacieśnić kontakty z nauką radziecką, nawiązać kontakty z historykami bratnich demokracji ludowych i ująć te kontakty w formy zorganizowanej współpracy”. Kormanowa stała na stanowisku, że tylko marksistowska metodologia historii umożliwia w pełni naukowe zbadanie przeszłości. Utrzymany w tym samym tonie referat pt. Zagadnienie partyjności w nauce historycznej wygłosiła na I Konferencji Metodologicznej Historyków Polskich w Otwocku. W swoim wystąpieniu dowodziła, że nauka historii ma partyjny charakter i należy ją oceniać pod kątem tego, czy służy interesom postępu, czy reakcji.
Zasiadała w Radzie Naukowej Instytutu Historii Polskiej Akademii Nauk. W 1956 podczas pobytu w Moskwie prawdopodobnie ubiegała się o nostryfikację polskiego dyplomu doktorskiego z 1926. W listopadzie 1961 została kierownikiem Katedry Historii Ruchów Społecznych w Instytucie Historycznym UW, a w 1962 otrzymała nominację na profesora zwyczajnego. W Instytucie Historii pracowała do 1968. W 1970 przeszła na emeryturę. Mimo to nadal prowadziła seminarium doktoranckie na UW oraz w Wyższej Szkole Nauk Społecznych przy KC PZPR. Do końca życia była przewodniczącą komitetu redakcyjnego Słownika biograficznego działaczy polskiego ruchu robotniczego i autorką haseł w tym słowniku; była również autorką biogramów w Polskim Słowniku Biograficznym.
W 1946 roku, dzięki ostrzeżeniu Żanny Kormanowej, płk AK Henryk Woliński ps. „Wacław” uniknął aresztowania przez NKWD.  
Przyjaźniła się z prof. Natalią Gąsiorowską i przez 20 lat (do śmierci Gąsiorowskiej w 1964) utrzymywała z nią kontakt listowny.  
Pochowana została na cmentarzu Powązki Wojskowe w Warszawie (kwatera B3-3-7).

## Dorobek naukowy
Obszarem zainteresowań naukowych Żanny Kormanowej była historia polskiego i międzynarodowego ruchu socjalistycznego ze szczególnym uwzględnieniem socjalistycznej prasy i działalności wydawniczej, dzieje rewolucji 1905–1907, reforma oświaty. Była autorem, współautorem bądź redaktorem książek, artykułów, referatów, recenzji o tej tematyce.
Publikowała w Niepodległości, Kwartalniku Historycznym, Przeglądzie Historycznym, Dziejach Najnowszych, Z Pola Walki, Tekach Archiwalnych, Acta Poloniae Historica i innych periodykach. Opublikowała nieznane wcześniej listy Róży Luksemburg do Roberta i Matyldy Seidlów z lat 1895-1908.
Wypromowała kilkudziesięciu magistrów, m.in. Hieronima Rybickiego, Jana Borkowskiego, Bogdana Gadomskiego, Felicję Kalicką, Józefa Kępę, Edwarda Klemensa, Aleksandra Kochańskiego, Edwarda Kołodzieja, Edwarda Krawczyka, Jacka Kuronia, Tadeusza Kuźmińskiego, Helenę Marek, Józefa Ławnika, Jana Molendę, Wiesława Mysłka, Ignacego Pawłowskiego, Kazimierza Przybysza, Irenę Spustek, Edwarda Steinhagena, Romana Wapińskiego, Annę Żarnowską.
Była także promotorem doktoratów Benona Dymka, Bogdana Gadomskiego, Jerzego Holzera, Krystyny Kaweckiej-Wójcik, Edwarda Kołodzieja, Eugeniusza Króla, Teresy Monasterskiej, Stanisława Lato, Mirosławy Papierzyńskiej-Turek, Janiny Schoenbrenner, Zbigniewa Szczygielskiego, Aleksandry Tymienieckiej, Anny Żarnowskiej. Brała udział w postępowaniu habilitacyjnym Jerzego Danielewicza i Henryka Słabka.

## Wybrane publikacje
- Bracia polscy 1560–1570, Warszawa: Towarzystwo Naukowe Warszawskie 1929.
- Materjały do bibljografji druków socjalistycznych na ziemiach polskich w latach 1866–1918, Warszawa: Instytut Gospodarstwa Społecznego 1935.
- Odezwy „Proletarjatu” z lat 1882–1885, Warszawa: Wydawnictwo Instytutu Badania Najnowszej Historji Polski, 1936.
- Panna Stefania. Wspomnienie o Stefanii Sempołowskiej, Warszawa: Spółdzielnia Wydawnicza „Książka”, 1945.
- Joachim Lelewel, Łódź: Spółdzielnia Wydawnicza „Książka”, 1946.
- Reforma szkolnictwa w Anglii i we Francji. Przyczynek do sprawy reformy szkolnej w Polsce, Warszawa: Państwowe Zakłady Wydawnictw Szkolnych, 1946.
- Problematyka walki narodowo-wyzwoleńczej w latach rewolucji 1905–1907 r. na ziemiach polskich, Warszawa: Instytut Historii PAN, 1955.
- Революция 1905–1907 гг. на польских землях: попытка обобщения исторического хода революции, Moskwa 1956.
- Kwestia narodowa w rewolucji 1905–1907 roku, Warszawa: Wiedza Powszechna, 1958.
- Materiały do bibliografii polskiego ruchu robotniczego (1918–1939), t. 1: Druki zwarte, Warszawa: Państwowe Wydawnictwo Naukowe, 1960.
- Kontynent nieznany. Notatki australijskie, Warszawa: Książka i Wiedza, 1973.
- Ludzie i życie, Warszawa: Książka i Wiedza, 1982.
- Trzy czasopisma. Na tropach ideologii polskiego ruchu robotniczego, Warszawa: ANS, 1989 (wydanie pośmiertne).

## Nagrody i odznaczenia
- Krzyż Komandorski z Gwiazdą Orderu Odrodzenia Polski
- Krzyż Komandorski Orderu Odrodzenia Polski
- Krzyż Oficerski Orderu Odrodzenia Polski (1946)[40]
- Order Sztandaru Pracy II klasy
- Medal 10-lecia Polski Ludowej (1955)[41]
- Medal 40-lecia Polski Ludowej
- Medal im. Ludwika Waryńskiego (1986)[42]
- Złota Odznaka honorowa „Za Zasługi dla Warszawy”
- Odznaka „Za zasługi dla województwa warszawskiego”
- Nagroda im. Ludwika Waryńskiego (1983) za tom wspomnień "Ludzie i Życie"[43]